# 中国科学院长春应用化学研究所主楼
中国科学院长春应用化学研究所主楼位于中华人民共和国吉林省长春市朝阳区人民大街5625号中国科学院长春应用化学研究所内，用作研究所实验主楼。
主楼建筑与满洲国的大陆科学院本馆相毗邻，于1962年建成使用，建筑面积11590平方米。整个建筑采用了民族传统建筑形式与现代建筑风格相结合，气势严谨庄重，建成后成为建国初期长春的十大建筑之一。2014年被公布为第七批省级文物保护单位。